# Ricard Bonmatí i Guidonet
Ricard Bonmatí i Guidonet (Barcelona, 12 d'octubre de 1954) és un escriptor, rapsode i rondallaire català.
Des del 1992, va sovint a escoles d'arreu de Catalunya a recitar-hi poemes, contar-hi contes i presentar-hi les seves obres de teatre. Des del curs 2004-2005 està adscrit als "Itineraris de lectura. Els autors a les escoles", de la Institució de les Lletres Catalanes.